# Panicum chapadense
Panicum chapadense är en gräsart som beskrevs av Jason Richard Swallen. Panicum chapadense ingår i släktet vipphirser, och familjen gräs. Inga underarter finns listade i Catalogue of Life.